# Jana Ruzavinová
Jana Ruzavinová (rusky Яна Николаевна Рузавина; * 23. září 1982 Kurčatov, Sovětský svaz) je bývalá ruská sportovní šermířka, která se specializovala na šerm fleretem. Rusko reprezentovala v prvním desetiletí jednadvacátého století. V roce 2006 získala titul mistryně Evropy v soutěži jednotlivkyň. S ruským družstvem fleretistek vybojovala v roce 2006 titul mistryň světa a Evropy.